# 鳥取県道・島根県道102号米子広瀬線
鳥取県道・島根県道102号米子広瀬線（とっとりけんどう・しまねけんどう102ごう よなごひろせせん）は、鳥取県米子市から島根県安来市に至る一般県道である。

## 概要
鳥取県米子市糀町（こうじまち）2丁目から島根県安来市広瀬町広瀬に至る。
国道180号米子バイパス開通（2004年（平成16年））に伴い、2005年（平成17年）10月18日付鳥取県告示第785・786・787・788号により、国道180号旧道のうちの米子市糀町2丁目（起点） - 米子市古市・新山橋北詰交差点間が本路線になり、米子市中心部まで延長された。

### 路線データ
- 起点：鳥取県米子市米子市糀町2丁目（総合事務所前交差点、国道181号交点）
- 終点：島根県安来市広瀬町広瀬（国道432号交点、島根県道45号安来木次線上、島根県道180号広瀬荒島線起点）
- 総延長：24.3 km

## 歴史
- 2005年（平成17年）10月18日 - 鳥取県告示第785・786・787・788号により、米子バイパスに並行していた国道180号の旧道が国道指定を解除されたことに伴い、その一部にあたる米子市糀町2丁目・総合事務所前交差点（起点） - 米子市古市・新山橋北詰交差点間（4,658 m）が本路線になり、起点側が米子市中心部まで延長された[1]。

## 路線状況

### 重複区間
- 鳥取県道300号米子環状線（鳥取県米子市大谷町 - 米子市目久美町・美吉橋交差点）
- 鳥取県道・島根県道101号米子伯太線（島根県安来市伯太町安田関 - 安来市伯太町未明（ほのか））
- 島根県道・鳥取県道9号安来伯太日南線（島根県安来市大塚町）
- 島根県道45号安来木次線（島根県安来市能義町 - 安来市広瀬町広瀬（終点））
- 島根県道180号広瀬荒島線（島根県安来市植田町 - 安来市広瀬町広瀬（終点））

### 道路施設

#### 橋梁
- 鳥取県
  - 大谷大橋（山陰本線・加茂川、米子市）
  - 美吉橋（加茂川、米子市）
- 島根県
  - 矢田橋（飯梨川、安来市、島根県道45号安来木次線重複区間内）
  - 金井谷橋（金井谷川、安来市、島根県道45号安来木次線重複区間内）
  - 半場橋（洞貫川、安来市、島根県道45号安来木次線重複区間内）
  - 祖父谷橋（祖父谷川、安来市、島根県道45号安来木次線重複区間内）

#### 道の駅
- 島根県
  - 広瀬・富田城（安来市、島根県道45号安来木次線重複区間内）

## 地理

### 通過する自治体
- 鳥取県
  - 米子市
- 島根県
  - 安来市

### 交差する道路
| 交差する道路                                                                       | 都道府県名 | 市町村名 | 交差する場所            | 交差する場所              |
| ---------------------------------------------------------------------------------- | ---------- | -------- | ----------------------- | ------------------------- |
| 国道181号 国道183号 重複 国道482号 重複                                            | 鳥取県     | 米子市   | 糀町（こうじまち）2丁目 | 総合事務所前交差点 / 起点 |
| 鳥取県道28号米子停車場線                                                           | 鳥取県     | 米子市   | 明治町                  | 米子駅前交差点            |
| 鳥取県道300号米子環状線 重複区間起点                                               | 鳥取県     | 米子市   | 大谷町                  |                           |
| 鳥取県道300号米子環状線 重複区間起点                                               | 鳥取県     | 米子市   | 目久美町                | 美吉橋交差点              |
| 国道9号 / 米子道路                                                                 | 鳥取県     | 米子市   | 奥谷                    | [ 注釈 1 ]                |
| 鳥取県道253号岩屋谷米子線                                                          | 鳥取県     | 米子市   | 奥谷                    | 米子高校入口交差点        |
| 鳥取県道316号米子岸本線                                                            | 鳥取県     | 米子市   | 古市                    | 新山橋北詰交差点          |
| 国道180号                                                                          | 鳥取県     | 米子市   | 新山                    | 新山交差点                |
| 鳥取県道・島根県道101号米子伯太線 重複区間起点                                     | 島根県     | 安来市   | 伯太町安田関            |                           |
| 鳥取県道・島根県道101号米子伯太線 重複区間終点 安来市道原代宮内線                  | 島根県     | 安来市   | 伯太町未明（ほのか）    |                           |
| 島根県道・鳥取県道9号安来伯太日南線 重複区間起点                                   | 島根県     | 安来市   | 大塚町                  |                           |
| 島根県道・鳥取県道9号安来伯太日南線 重複区間終点                                   | 島根県     | 安来市   | 大塚町                  |                           |
| 島根県道257号布部安来線                                                            | 島根県     | 安来市   | 野方町                  |                           |
| 島根県道45号安来木次線 重複区間起点                                                | 島根県     | 安来市   | 能義町                  |                           |
| 島根県道180号広瀬荒島線 重複区間起点                                               | 島根県     | 安来市   | 植田町                  |                           |
| 国道432号 島根県道45号安来木次線 重複区間終点 島根県道180号広瀬荒島線 重複区間終点 | 島根県     | 安来市   | 広瀬町広瀬              | 終点                      |

### 交差する鉄道
- 山陰本線

### 沿線
- JR西日本山陰本線・境線 米子駅
- 米子市文化ホール
- 米子コンベンションセンター・ビッグシップ
- 安来市立南小学校
- 安来市立能義小学校
- 鷺の湯温泉
- 足立美術館
- 月山富田城跡